# Дэвис, Джозеф Роберт
Джозеф Роберт Дэвис (англ. Joseph Robert Davis; 12 января 1825 — 15 сентября 1896) — американский генерал, участник гражданской войны и племянник президента Конфедерации Джефферсона Дэвиса. Был одним из тех, кто начинал сражение при Геттисберге и участвовал в атаке Пикетта.

## Ранние годы
Дэвис родился в штате Миссисипи, в семье Исаака Уильямса Дэвиса (1792—1834) и Сьюзан Гартли (1794—1874). Его отец был братом Джефферсона Дэвиса, впоследствии президента Конфедеративных штатов Америки.
Дэвис работал юристом служил сенатором штата. Перед войной он командовал небольшой ротой миссисипского ополчения.

## Гражданская война
Дэвис вступил в армию Конфедерации весной 1861 года и стал капитаном в 10-м миссисипском пехотном полку. После службы во Флориде он перешёл в штаб президента и служил полковником и адъютантом при президенте. В 1862 президент предложил повысить его до бригадного генерала, но это назначение откладывалось ввиду обвинений президента в фаворитизме. Дэвис получил это звание только 15 сентября 1862 года.
В звании бригадного генерала он стал командовать бригадой, в которую входили 2-й, 11-й, 42-й миссисипские пехотные полки и 55-й Северокаролинский. Бригада была расквартирована в Ричмонде и юго-восточной Вирджинии. В марте 1863 года бригада Дэвиса входила в состав дивизии Самуэля Фрэнча и участвовала в экспедиции Лонгстрита к Саффолку.
В конце весны 1863 года она вошла в состав дивизии Генри Хета из третьего корпуса Северовирджинской армии.
1 июля 1863 года дивизия Генри Хета заметила федеральную кавалерию на окраинах Геттисберга в Пенсильвании. Хет отправил две бригады на разведку боем — бригаду Дэвиса и бригаду Арчера. Таким образом, Дэвис стал одним из первых генералов Северовирджинской армии, вступивших в сражение при Геттисберге. Дэвис послал в бой все свои полки кроме 11-го миссисипского:
- 42-й Миссисипский пехотный полк полковника Миллера (правый фланг),
- 55-й Северокаролинский пехотный полк полковника Конелли (левый фланг),
- 2-й Миссисипский пехотный полк полковника Стоуна (центр).

Они атаковали три федеральных полка генерала Лизандера Каттлера, однако атака была неудачной и южане отступили с большими потерями. Пострадавшая дивизия отдыхала все 2-е число, но 3 июля она была снова введена в бой. Дивизия Хета, которой теперь командовал генерал Петтигрю, была отправлена на штурм Кладбищенского хребта — в так называемую «атаку Пикетта». Дэвис наступал в первой линии дивизии, слева от него шла бригада Брокенбро, справа — бригада Маршалла. Бригада Дэвиса смогла дойти только до Эммитсбергской дороги, где остановилась и начала отступать. В этой атаке она потеряла 289 человек убитыми, 677 ранеными и 67 потерянными по разным причинам. Потери составили 45 % от изначальной численности бригады.
После сражения Дэвис заболел, и рассматривался вопрос о роспуске бригады, но в итоге её все же оставили. Дэвис вернулся в строй и прослужил до конца войны, участвовал в сражении при Спотсильвейни, Колд-Харборе и в обороне Петерсберга. Состав его бригады практически не менялся. Он сдался вместе с остальной Северовирджинской армией при Аппоматоксе.

## Послевоенная деятельность
После войны Дэвис стал практикующим юристом. Он умер в Билокси (штат Миссисипи) и похоронен там же на кладбище Билокси.